# Гилермо Очоа
Франсиско Гилермо Очоа Маганя (на испански: Francisco Guillermo Ochoa Magaña, второто име на испански се произнася по близко до Гийермо) е мексикански футболист, роден на 13 юли 1985 г. в Гуадалахара. 

## Клубна кариера
Очоа дебютира за Клуб Америка през 2004 г., когато е на 18 години. Той заменя титулярното място на контузения Адолфо Риос, а когато ветеранът се възстановява, треньорът гласува доверие и на двамата играчи. Когато по-късно същата година Риос се отказва от футбола, всички очакват Очоа да е новият титулярен вратар на Клуб Америка, но новият треньор Оскар Руджери довежда със себе си нови вратари. След само шест мача Руджери е уволнен, а заменилият го Марио Карильо отново гласува доверие на Очоа и вратарят се превръща в несменяем титуляр с над двеста мача на едва 24-годишна възраст. През януари 2011 г. Очоа е близо до трансфер в Галатасарай.
От лятото на 2011 е футболист на Аячо.

## Национален отбор
Очоа дебютира за мъжкия отбор на Мексико през 2004 г. Взима участие на Златната купа 2007 и 2009 и Копа Америка 2007. На Световното първенство 2006 е трети вратар на отбора, а на Световното първенство 2010 е втори избор след Оскар Перес.

## Успехи
Клуб Америка
- Примера дивисион де Мексико
  - Шампион: 2005 Клаусура
- Кампеон де Кампеонес
  - Носител: 2005
- Шампионска купа на КОНКАКАФ
  - Носител: 2006
- ИнтерЛига
  - Шампион: 2008

 Мексико
- Златна купа
  - Носител: 2009